# Иващенко, Алексей Игоревич
Алексе́й И́горевич Ива́щенко (род. 12 мая 1958, Москва, СССР) — советский и российский автор-исполнитель, актёр, гитарист и певец. Участник творческого дуэта с Георгием Васильевым, среди поклонников известного как «Иваси».

## Детство и юность
Музыкальное образование — пять лет музыкальной школы.
В 1980 году окончил географический факультет (кафедра физической географии зарубежных стран) МГУ им. М. В. Ломоносова, после этого поступил во Всесоюзный Государственный Институт Кинематографии, окончил его актёрское отделение (курс Сергея Бондарчука) в 1985 году, а затем проходил аспирантуру у Алексея Баталова.

## Творчество

### Актёр

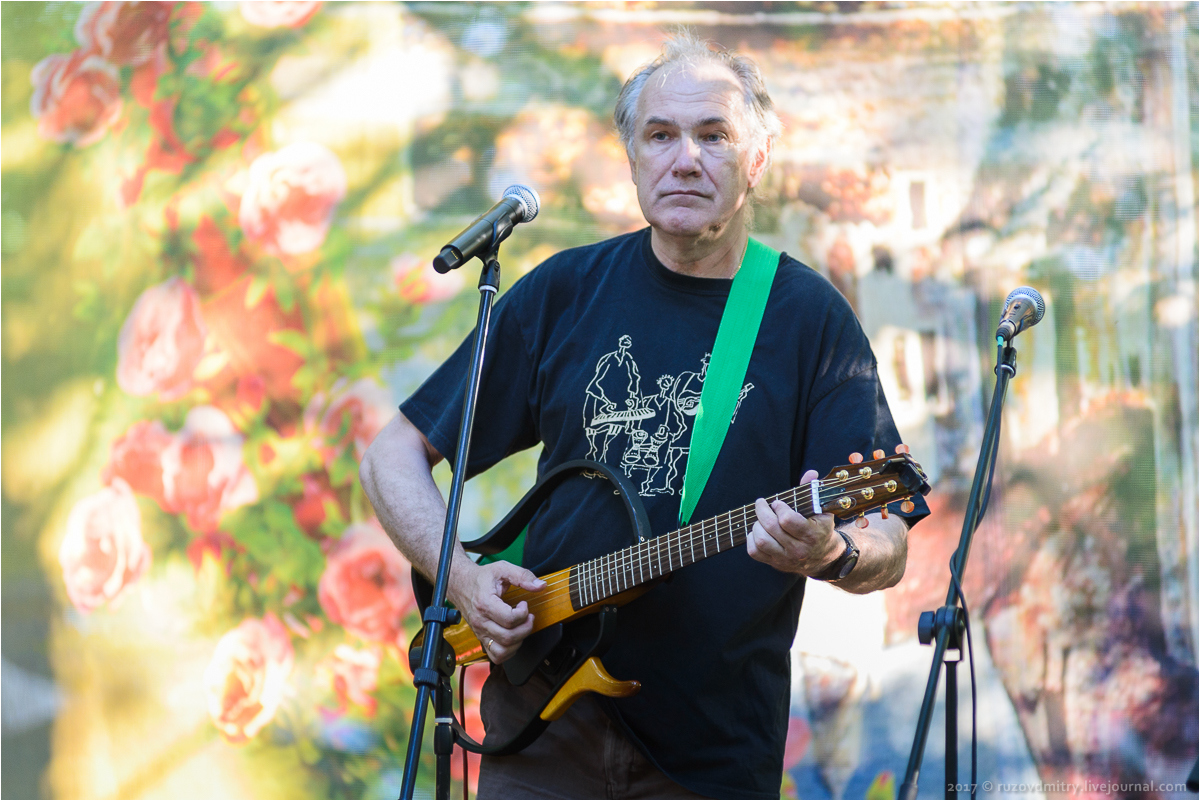
На Грушинском фестивале, 2017

С середины 1980-х годов снимался в фильмах. Работал в театре-студии киноактёра, на киностудии «Мосфильм», в рекламных агентствах.
Позднее работал в театре «Современная опера» у Алексея Рыбникова в спектакле «Литургия оглашенных». Как он говорил сам, пел первую партию второго состава.
С 1986 года занимался телерекламой, озвучиванием в кино и на телевидении. Первой работой Алексея на дубляже стал фильм «Кормилец акул», где ему приходилось экстренно подменять коллегу, актёра Василия Маслакова, который должен был озвучивать главную роль.
Голосом Алексея Иващенко говорят артисты российских и зарубежных фильмов — Брюс Уиллис («Пятый элемент», дубляж студии «СВ-Дубль»), Дмитрий Харатьян (сериал «Королева Марго») и другие. Его голос также известен детям по мультсериалам, в том числе — «Аладдин», где он озвучивал Джинна. Озвучивал полнометражные диснеевские мультфильмы на студии «Пифагор».

### Бард
Песни, в соавторстве с однокашником по МГУ Георгием Васильевым и самостоятельно, пишет с 1973 года. В дуэте с Васильевым («Гоша и Лёша») участвовал в университетской самодеятельности, к середине 1980-х гг. традиционные «Дни географа» практически полностью превратились в авторские концерты Иващенко и Васильева.
Дуэт участвовал в бардовском проекте «Песни нашего века» (1999—2001), своими силами (под маркой IVC) выпустил шесть альбомов.

### «Норд-Ост»
В середине 1990-х годов бардовский дуэт увлёкся мюзиклами, собирался перенести на российскую сцену мюзикл Клода-Мишеля Шёнберга и Алена Бублиля «Les Misérables (Отверженные)», но, в конце концов, остановился на идее написания собственного мюзикла (опыт написания песен для театра у дуэта уже был — они сотрудничали со Студенческим театром МГУ).
В качестве основы был выбран роман Вениамина Каверина «Два капитана». С 1998 года Иващенко и Васильев работали над либретто и музыкой к спектаклю, получившему в итоге название «Норд-Ост». Иващенко стал арт-директором этого проекта.
19 октября 2001 года в переоборудованном Дворце культуры Московского подшипникового завода состоялась премьера первого российского спектакля ежедневного показа, режиссёрами которого выступили сами авторы.
В 2002 году вместе с Васильевым и ведущими актёрами «Норд-Оста» летал на Северный полюс.
В момент захвата здания Театрального центра на Дубровке террористами 23 октября 2002 года Васильев и Иващенко работали в звукозаписывающей студии, расположенной в том же здании — готовили концерт, посвященный годовщине «Норд-Оста». Узнав о происшествии, Иващенко отправился в служебные помещения, к артистам и обслуживающему персоналу. Чуть позже ему вместе с большинством актёров спектакля удалось покинуть захваченное помещение.
Практически сразу после штурма Театрального центра на Дубровке Иващенко вместе с вышедшим из больницы Васильевым активно занялись восстановлением спектакля. Премьера восстановленной версии «Норд-Оста» прошла в том же здании в феврале 2003. Финансовые трудности не позволили восстановленному спектаклю существовать долго, и в мае 2003 он был закрыт. По заверениям самого Иващенко в эфире радиостанции «Моя Семья», мюзикл и после восстановления пользовался большой популярностью, каждый раз собирая полные залы. В закрытии он винит журналистов, которые активно занимались антипиаром проекта.
Авторский коллектив стал готовить передвижную версию спектакля для гастрольного тура по 17 крупным городам России. Но и здесь их настигли непреодолимые трудности, после серий спектаклей в Москве, Нижнем Новгороде и Тюмени гастрольный тур был прекращён.

### После «Норд-Оста»
Одновременно с подготовкой гастролей «Норд-Оста» Алексей Иващенко возобновил концертную деятельность. Выступал как самостоятельно, так и в дуэтах с Ириной Богушевской, Тимуром Ведерниковым и другими.
Выпустил три сольных альбома (в 2006, 2012 и 2017 гг.).
В 2009—2011 годах занимался продюсерской деятельностью, продюсировал мюзикл Г. Гладкова и Ю. Кима «Обыкновенное чудо», сыгранный в сезоне 2010—2011 годов 156 раз.
Профессионально занимается переводом мюзиклов. Так, именно в его переводе компания Stage Entertainment поставила в России мюзиклы «Звуки музыки» (2011—2012), «Русалочка» (2012—2013), «Призрак оперы» (2014—2016), «Поющие под дождём» (2015—2016), «Золушка» (2016—2017), с его либретто и текстами песен Московский Театр Мюзикла поставил мюзикл «Принцесса цирка» (2016—…). Является автором русского текста мюзикла «Шахматы Архивная копия от 30 декабря 2021 на Wayback Machine» на музыку Б. Андерссона и Б. Ульвеуса («АББА»), поставленного театральной компанией «Бродвей-Москва» (2021—2022).
При переводе мюзикла «Русалочка» в тексте песни краба Себастьяна использованы слова «С гитарами Иваси…» (сделанная автором перевода отсылка к его творческому дуэту с Георгием Васильевым).
В 2011—2014 годах читал закадровый текст к нескольким документальным фильмам студии «Неофит».
В 2018—2019 годах написал «современным языком» новое либретто для оперетты И. Кальмана «Сильва». Спектакль был поставлен в Свердловском Театре музыкальной комедии (г. Екатеринбург).
С 2019 года сотрудничал с Романом «Ромарио» Луговых и Андреем Макаревичем.
В 2021—2022 годах написал русское либретто к опере Ж. Оффенбаха «Робинзон Крузо Архивная копия от 23 февраля 2022 на Wayback Machine». Спектакль поставлен в Московском Академическом музыкальном театре им. Станиславского и Немировича-Данченко.
В 2023 году написал либретто (стихотворный текст) для рок-оперы «Орёл и Ворон» по мотивам прозаического произведения А. С. Пушкина «Капитанская дочка». Спектакль поставлен в Красноярском музыкальном театре и получил премию "Золотая маска" 24 июня 2024 года как лучший мюзикл России.  
В 2024 году состоялась премьера мюзикла «Последняя Сказка», театральной компании Дмитрия Богачёва Бродвей Москва. Алексей Иващенко выступил автором либретто (стихотворного текста)  
В 2024 году написал стихотворное либретто к спектаклю "Маленький принц" по мотивам сказки Антуана де Сент-Экзюпери. Спектакль поставлен] в Санкт-Петербургском детском музыкальном театре "Карамболь".

## Семья
Женат. Дочь — Мария Иващенко, актриса мюзикла, кино и дубляжа. У жены от первого брака есть сын  Иван.

## Дискография

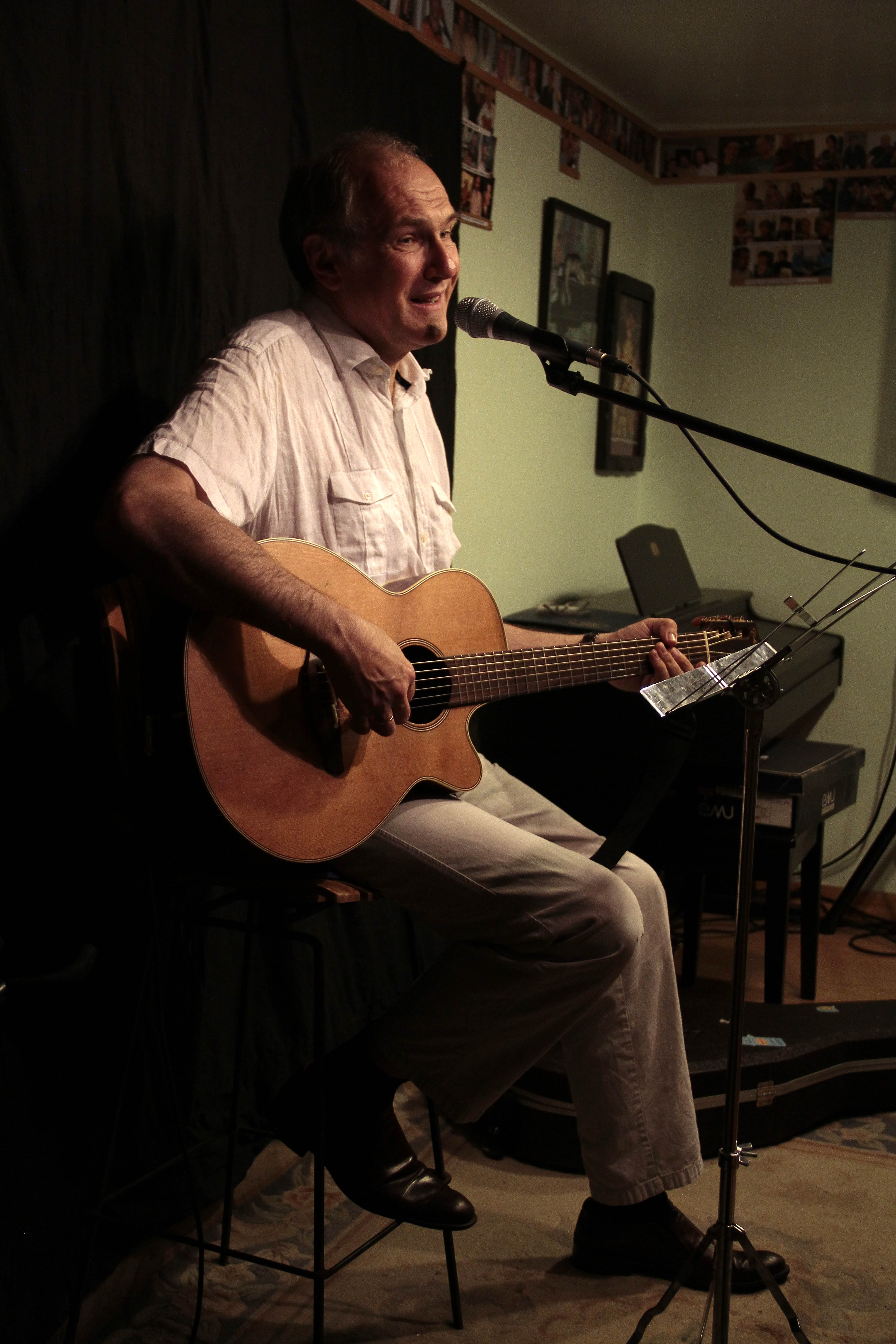
Алексей Игоревич Иващенко. 2012 г.

1. 1988 — Алексей Иващенко, Георгий Васильев «Вечный думатель»
2. 1997 — Алексей Иващенко, Георгий Васильев. «Альма-Матерь»
3. 1997 — Алексей Иващенко, Георгий Васильев. «Баланда о селедке»
4. 1997 — Алексей Иващенко, Георгий Васильев. «Бережкарики»
5. 1997 — Алексей Иващенко, Георгий Васильев. «Дворник Степанов»
6. 1999 — Алексей Иващенко, Георгий Васильев. «Припадки молодости (Последний)»
7. 1999 — Алексей Иващенко, Георгий Васильев. «Припадки молодости (Предпоследний)»
8. 2000 — Алексей Иващенко, Георгий Васильев. «Припадки молодости (двойной)»
9. 2000 — «Песни нашего века» (в составе ансамбля российских бардов)
10. 2001 — Алексей Иващенко «Две капли на стакан воды»
11. 2002 — «Норд-Ост: Избранное» (как автор)
12. 2004 — Алексей Иващенко, Георгий Васильев. Полное собрание изданного (на шести дисках):
  1. «Альма-Матерь»
  2. «Бережкарики»
  3. «Вечный думатель»
  4. «Припадки молодости (Последний)»
  5. «Припадки молодости (Предпоследний)»
  6. «Ума палата»
13. 2005 — «Норд-Ост: Коллекция» (как автор)
14. 2005 — «Весь Норд-Ост» (как автор)
15. 2006 — Алексей Иващенко «Если»
16. 2012 — Алексей Иващенко «Самый лучший в мире я»
17. 2017 — Алексей Иващенко «Нержавейка»

## Фильмография
- 1983 — В. И. Ленин. Страницы жизни — Дубровинский Иосиф Фёдорович
- 1986 — Выкуп — Карел, шофёр-дальнобойщик
- 1986 — Борис Годунов — горожанин
- 1986 — Хорошо сидим!
- 1990 — Место убийцы вакантно… — Макарихин
- 1990 — Пленник земли — лётчик
- 2004 — Чердачная история — Сержаков
- 2005 — Дура — Сальников, издатель
- 2009 — Четверг (короткометражный)

## Озвучивание
- 1996—1997 — Королева Марго[2] — де Ла Моль (роль Дмитрия Харатьяна)
- 1997 — Графиня де Монсоро — граф де Сен-Люк (роль Дмитрия Марьянова)

## Дубляж

### Фильмы

#### Хью Грант
- 1999 — Ноттинг-Хилл — Уильям Такер
- 1999 — Голубоглазый Микки — Майкл Фелгейт
- 2001 — Дневник Бриджит Джонс — Дэниэл Кливер
- 2004 — Бриджит Джонс: Грани разумного — Дэниэл Кливер
- 2006 — Американская мечта — Мартин Твид
- 2007 — С глаз — долой, из чарта — вон! — Алекс Флетчер[3]
- 2009 — Супруги Морган в бегах — Пол Морган
- 2016 — Примадонна — Клэр Бэйфилд (дубл. в 2019 году)[17]
- 2017 — Приключения Паддингтона 2 — Феникс Бьюкенен[17]
- 2020 — Джентльмены — Флетчер[17]

#### Брюс Уиллис
- 1997 — Пятый элемент — Корбен Даллас (дубляж фирмы «СВ-Дубль» по заказу кинокомпании «НТВ-Профит», 1997 год)[3]
- 2019 — Сиротский Бруклин — Фрэнк Минна[1]

#### Дэниел Дэй-Льюис
- 2012 — Линкольн — Авраам Линкольн[1]
- 2018 — Призрачная нить — Рейнольдс Вудкок[1]

#### Другие фильмы
- 1964 — Мэри Поппинс — Берт / мистер Доус-старший (роль Дика Ван Дайка)[3]
- 1987 — Доброе утро, Вьетнам — Эдриан Кронауэр (роль Робина Уильямса) (дубляж фирмы «СВ-Дубль» по заказу ВГТРК, 1995 г.)[3]
- 1988 — Кто подставил кролика Роджера[16] — Бенни / пуля / Дональд Дак / исполнитель песни (дубляж творческой группы «Союза работников дубляжа» по заказу ВГТРК, 1995 г.)[15]
- 2008 — Всегда говори «Да» — Карл Аллен (роль Джима Керри)[3]
- 2009 — Я ненавижу День святого Валентина[17] — Грег Гэтлин (роль Джона Корбетта)
- 2010 — День Святого Валентина[17] — Холден Уилсон (роль Брэдли Купера)

### Мультфильмы и мультсериалы
- 1973 — Робин Гуд — Аллан-э-Дейл (петух) (дубляж студии «Пифагор», 1999 год)[18]
- 1992—1994 — Звёздная болезнь Дональда Дака, Рождественский подарок Диснея, Чемпион, Медвежья спячка (РТР) — Дональд Дак[1][16]
- 1994—1995 — Аладдин — Джинни (дубляж фирмы «СВ-Дубль» по заказу РТР, 1996—1997 гг.)[3]